# Mystery (canción)
Mystery (estilizado en mayúsculas) es una canción de la banda estadounidense de post-hardcore Turnstile. La canción es el sencillo principal de su tercer álbum, Glow On, lanzado el 26 de mayo de 2021. 
Alcanzó el número ocho en las listas de Billboard Alternative Airplay y dieciséis en las listas de Billboard Mainstream Rock, siendo el primer sencillo del grupo en charts.

## Reconocimientos
| Publicación | País    | Reconocimiento                                                      | Ranking | Ref.  |
| ----------- | ------- | ------------------------------------------------------------------- | ------- | ----- |
| Fader       | EE. UU. | Las mejores veinte canciones de rock actuales                       | 18      | [ 1 ] |
| Loudwire    | EE. UU. | Las mejores veinte canciones de rock actuales de 2021 (hasta ahora) | —       | [ 2 ] |
| Pitchfork   | EE. UU. | Las cien mejores canciones de 2021                                  | 68      | [ 3 ] |

## Charts
| Chart (2022)                         | Posición |
| ------------------------------------ | -------- |
| Estados Unidos (Alternative Airplay) | 8        |
| Estados Unidos (Mainstream Rock)     | 16       |